# Scrophularia bicolor
Scrophularia bicolor är en flenörtsväxtart som beskrevs av James Edward Smith. Scrophularia bicolor ingår i släktet flenörter, och familjen flenörtsväxter. Inga underarter finns listade i Catalogue of Life.